# 淮海中路
淮海路（上海话拼音：hhuahelhu，发音：[[ɦuᴀ̀hᴇ̋lu᷆]]）是上海市中心的一條商業街，云集了众多商场、写字楼以及酒店，但同时也仍然保留了不少历史建筑。全路双向四车道，而且全路段禁止非机动车通行。
在上海，广义的淮海路一共包括3段：东端的淮海东路，东起人民路，西迄西藏南路，长373米，在法租界时代原名宁波路。西端的淮海西路，长1506米，东起华山路，西迄虹桥路、凯旋路交汇处，原名乔敦路，开辟于1925年，是最后一批的上海公共租界越界筑路，1930年代改稱陆家路。淮海东路和淮海西路都是长度较短的僻静马路，与繁华的淮海中路大异其趣。
狭义的淮海路专指淮海中路，东起西藏南路，西至华山路，全长5500米。是横贯原上海法租界的一条主干道。1900年法公董局興建，重庆路以东位于刚刚拓展的上海法租界内，形成华人商住区，多石库门里弄住宅；重庆路以西属于越界筑路，当时还是乡村地带，1914年也被圈入上海法租界，到1920年代附近一带形成大规模的高级住宅区，花园洋房和高级公寓较多。1930年代，随着大批白俄难民的到来，在中段迅速形成十分繁华，富有异国情调的高雅商业街。

## 歷史

### 民国时期
淮海中路最初的名称是西江路，由法租界公董局筑造，后在1906年改名宝昌路（Route Paul Brunat）。在清末时，当时宝昌路八仙桥段商业就已逐渐繁荣。1908年，法商电车公司开通自十六铺经公馆马路、宝昌路至徐家汇的有轨电车，由于交通便利，居民增多。1915年6月以法国元帅約瑟夫·霞飛为名，改称霞飞路（法語：Avenue Joffre）。1915年8月4日，霞飞致函法国驻沪总领事甘世东，对霞飛路以其名命表示感谢。1922年3月，上海法租界当局補辦霞飞路揭碑仪式，霞飞本人亲自出席揭碑仪式。

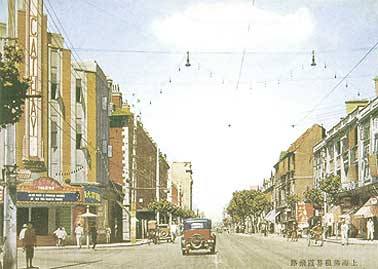
1930年代的霞飞路(淮海路)迈尔西爱路(茂名南路)路口街景

霞飞路东段在1900年－1914年之间建成，是传统的华人商住区，多石库门里弄住宅；西段在1920年代形成大规模的高级住宅区，花园洋房和高级公寓较多，是美英侨民和中国上层人物的主要聚居地；中段则是在1930年代，随着大批白俄难民的到来，形成富有异国情调的高雅商业街。时装店、洋货店、食品店、珠宝店鳞次栉比。400多家各类商店中集中了上百家闻名遐迩的老店、名店。。
抗日战争爆发后，大量店铺迁入租界内，其中有不少迁到了霞飞路。然而，在太平洋战争爆发，日军进入租界后，欧美店铺只得停业，在战争结束后逐渐恢复。1943年，汪精卫政权接收上海法租界，将霞飞路改名为泰山路。1945年10月改为林森路，以纪念原国民政府主席林森，以西藏路为界，分别称林森东路、林森中路。

### 与霞飞路交汇的道路(由东向西)
- 敏体尼荫路Boulevard de Montigny/西藏南路
- 格洛克路Rue Brodie A.Clark/柳林路
- 麦高包禄路Rue Marco Polo/龙门路
- 维尔蒙路Rue Vouillemont/普安路
- 葛罗路Rue Baron Cros/嵩山路
- 白莱尼蒙马浪路Rue Brenier de Montmorand/马当路
- 贝勒路Rue Amiral Bayle/黄陂南路
- 萨坡赛路Rue Chapsal/淡水路
- 吕班路Avenue Dubail/重庆南路（南北高架路）
- 华龙路Route Voyron/雁荡路
- 贝谛鏖路Rue Lieutenant Petiot/成都南路
- 马斯南路Rue Massenet/思南路
- 圣母院路Route des Soeurs/瑞金一路
- 金神父路Route Pere Robert/瑞金二路
- 迈尔西爱路Route Cardinal Mercier/茂名南路
- 亚尔培路Avenue du Roi Albert/陕西南路
- 拉都路Route Tenant de la Tour/襄阳南路
- 劳尔登路Rue L.Lorton/襄阳北路
- 杜美路Route Doumer/东湖路
- 毕勋路Route Pichon/汾阳路
- 麦阳路Route Mayen/华亭路
- 善钟路Route de Say Zoong/常熟路
- 宝建路Route Pottier/宝庆路
- 麦琪路Route Alfread Magy/乌鲁木齐中路
- 巨福路Route Louis Dufour/乌鲁木齐南路
- 辣斐德路Route Lafayette/复兴中路
- 白赛仲路Route Gustave de Boissezon/复兴西路
- 居尔典路Route A.Charles Culty/湖南路
- 高恩路Route Andre Cohen/高安路
- 潘馨路Route Pershing/吴兴路
- 福开森路Route Ferguson/武康路
- 雷上达路Route Legendre/兴国路
- 爱棠路Route Edan/余庆路
- 姚主教路Route Mgr. Prosper paris/天平路
- 海格路Avenue Haig/华山路

### 1949年后

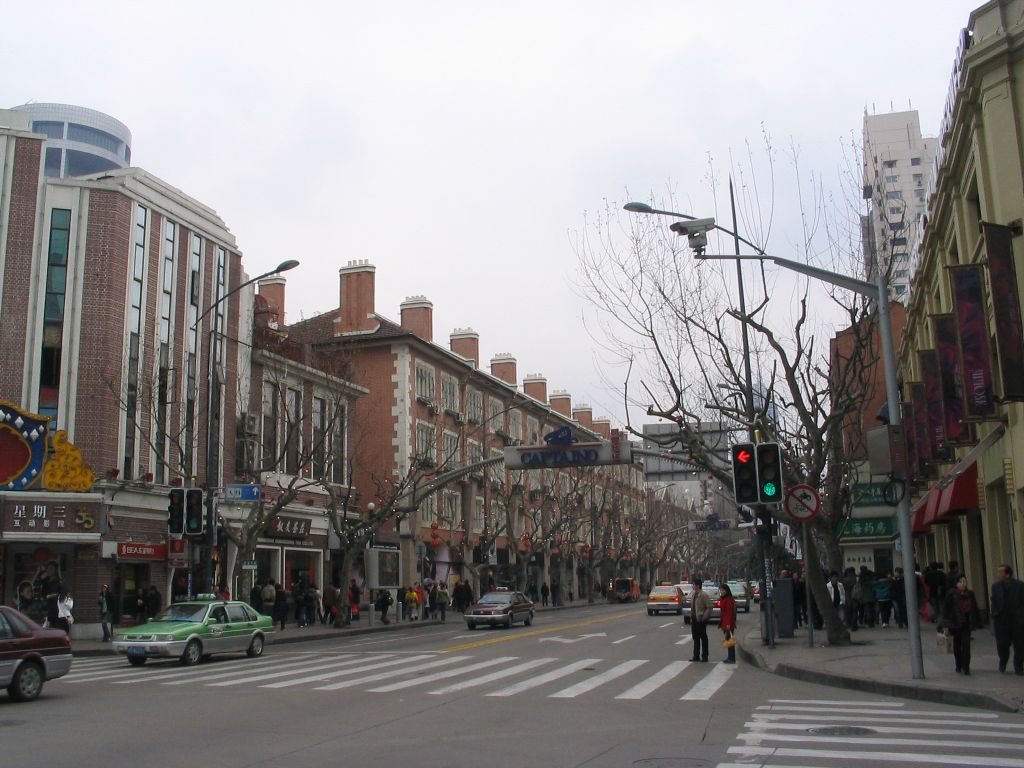
今日淮海中路茂名南路路口街景

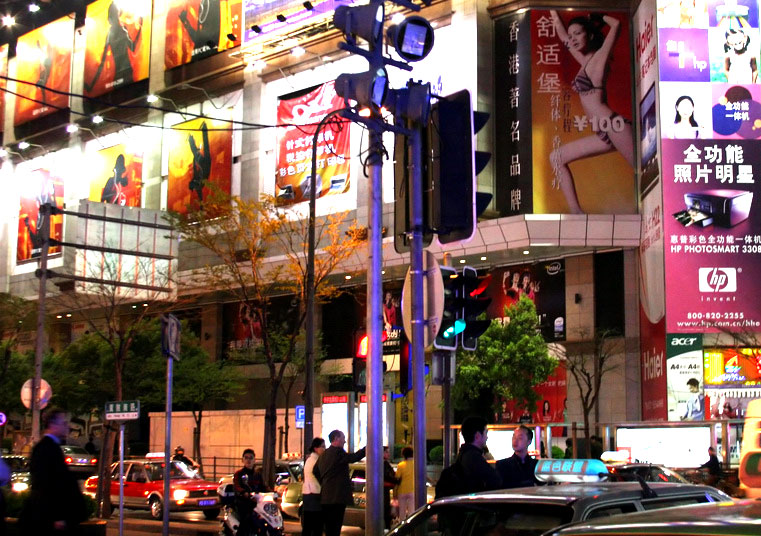
淮海路商圈

1949年前后，大量外资开始撤离，有些华资店铺也因对前景的不明朗而决定歇业。1950年5月25日，上海市人民政府把路名改为淮海路，以纪念淮海战役。西藏路以东部分称淮海东路，以西至华山路部分称淮海中路。之后，随着公私合营的执行，众多店铺开始被合并成国营企业，如市百二店和上海市妇女用品商店等。“文化大革命”时期，商业发展出现停顿。
淮海路在改革开放后又再一次繁荣起来。1993年，淮海路结合地铁工程，经过了较大改造。新建和改建了一批高档的商店，如连卡佛、上海广场 、美美百货、太平洋崇光百货、九海百盛广场、香港新世界大廈、淮海国际广场、上海嘉华中心、环贸iapm商场、K11商场、大上海時代廣場、中環廣場等。

## 歷史建築、文物保护
- 淮海中路197号  法租界宝昌路消防站(今嵩山消防队)，黄浦区登记不可移动文物
- 淮海中路235号  法租界霞飞路捕房  卢湾区职业教育中心，黄浦区登记不可移动文物
- 淮海中路350-358弄（黄浦区淮海中路街道）——尚贤坊，第一批上海市优秀历史建筑、第五批上海市文物保护单位
- 淮海中路375号，法租界公董局，黄浦区登记不可移动文物
- 淮海中路449-465号（重庆南路路口）——培恩公寓/培文公寓，第二批上海市优秀历史建筑、黄浦区登记不可移动文物
- 淮海中路481号，永业大楼，黄浦区登记不可移动文物
- 淮海中路468-494号——康绥公寓，建于1932年，第四批上海市优秀历史建筑
- 淮海中路538-544号及542弄，飞龙大楼，黄浦区登记不可移动文物
- 淮海中路584弄——飞霞别墅，第三批上海市优秀历史建筑，1-4号，黄浦区登记不可移动文物
- 淮海中路622弄——泰山公寓/泰山大楼，第三批上海市优秀历史建筑，黄浦区登记不可移动文物
- 淮海中路650弄3号——上海孙中山行馆旧址，黄浦区文物保护单位
- 淮海中路796号住宅——历峰双墅，第四批上海市优秀历史建筑
- 淮海中路816弄——国泰公寓，建成于1936年，第四批上海市优秀历史建筑
- 淮海中路870号——国泰大戏院，第二批上海市优秀历史建筑，黄浦区登记不可移动文物
- 淮海中路927弄——淮海坊，建于1924年，第四批上海市优秀历史建筑
  - 淮海中路927弄59号，巴金旧居，黄浦区文物保护单位
  - 淮海中路927弄99号，徐悲鸿旧居，黄浦区文物保护单位
  - 淮海中路927弄64号，许广平旧居，黄浦区登记不可移动文物
  - 淮海中路927弄26号，竺可桢旧居，黄浦区登记不可移动文物
  - 淮海中路927弄56号，盛丕华旧居，黄浦区登记不可移动文物
- 淮海中路966号5号楼，上海虹桥疗养院旧址	，徐汇区文物保护单位
- 淮海中路1082号——杜月笙公馆（今东湖宾馆一号楼），第二批上海市优秀历史建筑
- 淮海中路1110号花园住宅----徐汇区登记不可移动文物
- 淮海中路1131号南楼——比利时领事馆旧址，第三批上海市优秀历史建筑、徐汇区登记不可移动文物
- 淮海中路1154-1170号——亨利公寓（今淮中大楼），第二批上海市优秀历史建筑、徐汇区登记不可移动文物

- 淮海中路1202号——盖司康公寓（今淮海公寓），第二批上海市优秀历史建筑、徐汇区登记不可移动文物
- 淮海公寓二号楼	淮海中路1204～1218号、徐汇区登记不可移动文物
- 淮海中路1209号住宅——花园住宅，第四批上海市优秀历史建筑
- 聂耳旧居	淮海中路1258号三楼，徐汇区文物保护单位
- 淮海中路1273弄（湖南路街道）——新康花园住宅，第一批上海市优秀历史建筑、第五批上海市文物保护单位
- 淮海中路1276-1292号——花园住宅，第三批上海市优秀历史建筑、徐汇区登记不可移动文物
- 淮海中路1285弄——上方花园，第二批上海市优秀历史建筑
  - 淮海中路1285弄24号（湖南路街道），张元济故居	第六批上海市文物保护单位
- 淮海中路1300-1326号——恩派亚大厦（皇家公寓，今淮海大楼），第二批上海市优秀历史建筑、徐汇区登记不可移动文物
- 淮海中路1323号住宅，徐汇区登记不可移动文物
- 淮海中路1350弄——愉园公寓（今愉园），第四批上海市优秀历史建筑
- 淮海中路1413号，鸿英图书馆旧址	，徐汇区文物保护单位
- 淮海中路1431号——法国总领事馆，第二批上海市优秀历史建筑、徐汇区登记不可移动文物
- 淮海中路1469号住宅——美国总领事馆，第二批上海市优秀历史建筑、徐汇区登记不可移动文物
- 淮海中路1487弄1-56号——上海新村，第三批上海市优秀历史建筑
- 淮海中路1491-1493号，亚泼公寓，徐汇区文物保护点[4]
- 淮海中路1517号（天平路街道）——盛宣怀住宅（今日本驻上海总领事馆），第一批上海市优秀历史建筑、第五批上海市文物保护单位
- 淮海中路1554-1568号——林肯公寓（今曙光公寓），第三批上海市优秀历史建筑、徐汇区登记不可移动文物
- 淮海中路1610弄——逸村，第二批上海市优秀历史建筑、徐汇区登记不可移动文物
- 淮海中路1634号住宅——科技情报所，第二批上海市优秀历史建筑、徐汇区登记不可移动文物
- 淮海中路1634號——何應欽宅第（今上海市科學技術情報研究所）
- 淮海中路1670弄——中南新村，第二批上海市优秀历史建筑、徐汇区登记不可移动文物
- 淮海中路1751弄住宅，徐汇区文物保护点
- 淮海中路1754弄花园住宅，徐汇区登记不可移动文物
- 淮海中路1801号花园住宅，徐汇区文物保护点
- 淮海中路1818弄1-8号——花园住宅，第三批上海市优秀历史建筑、徐汇区登记不可移动文物
- 淮海中路1823号住宅，徐汇区文物保护点
- 淮海中路1828-1858號——諾曼底公寓、东美特公寓，第二批上海市优秀历史建筑、徐汇区登记不可移动文物
- 淮海中路1843号（天平路街道）上海宋庆龄故居，第二批上海市文物保护单位增补
- 淮海中路1857弄67号花园住宅，徐汇区登记不可移动文物
- 淮海中路1897号 杜重远旧居 ——花园住宅，第四批上海市优秀历史建筑、徐汇区文物保护单位
- 淮海中路2068号——又斯登公寓，第四批上海市优秀历史建筑

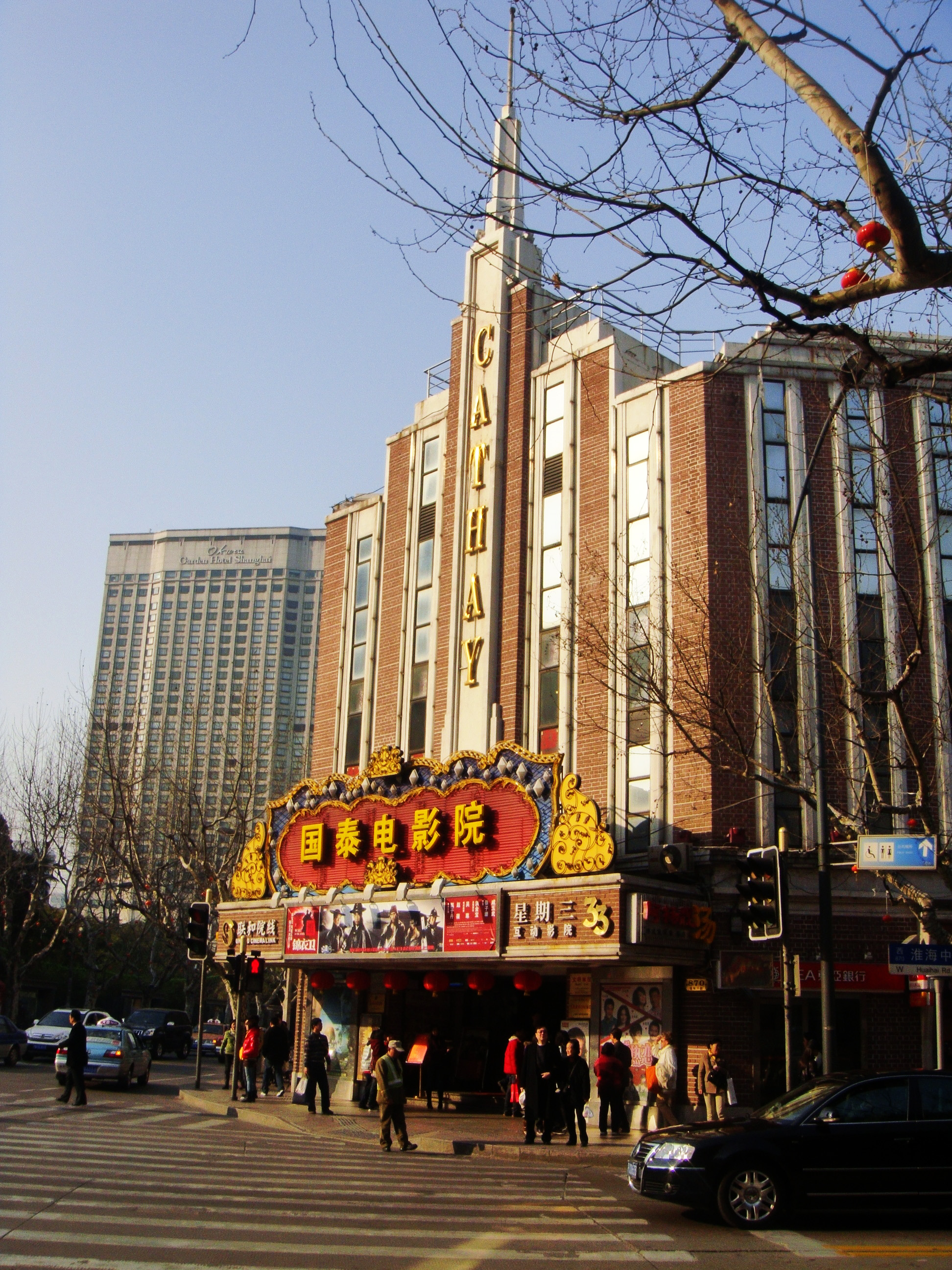
国泰大戏院
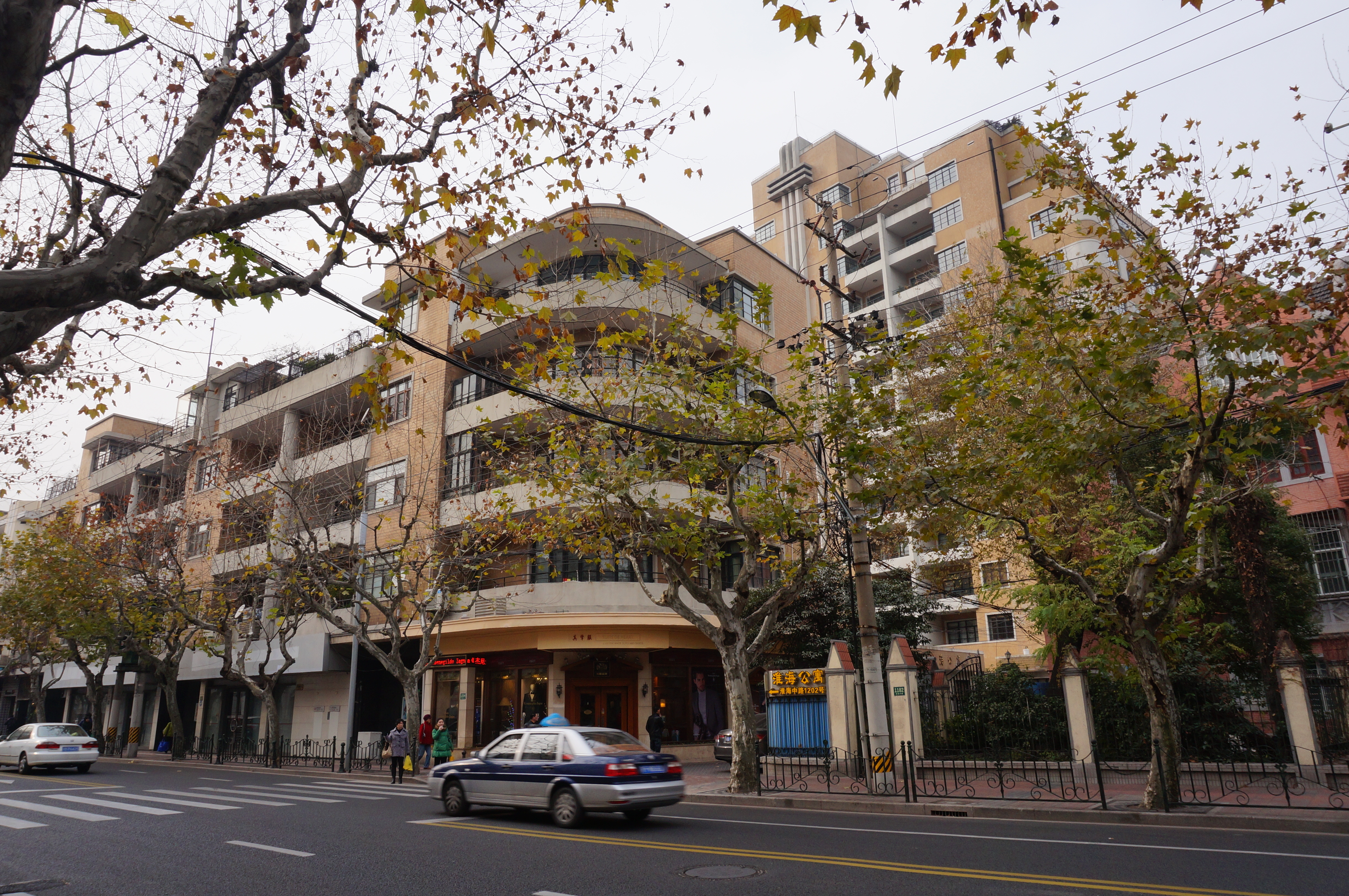
淮海公寓
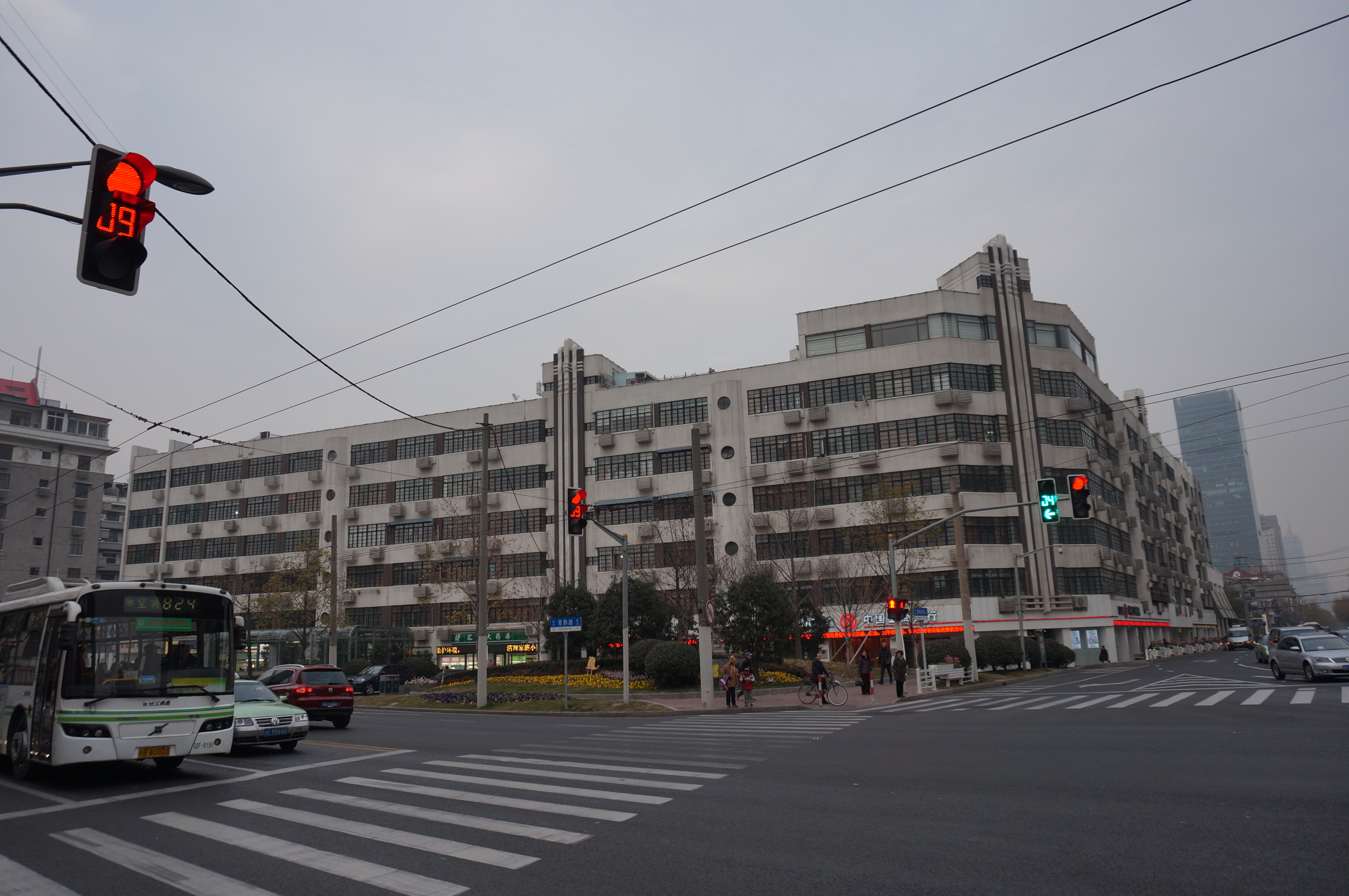
淮海大楼
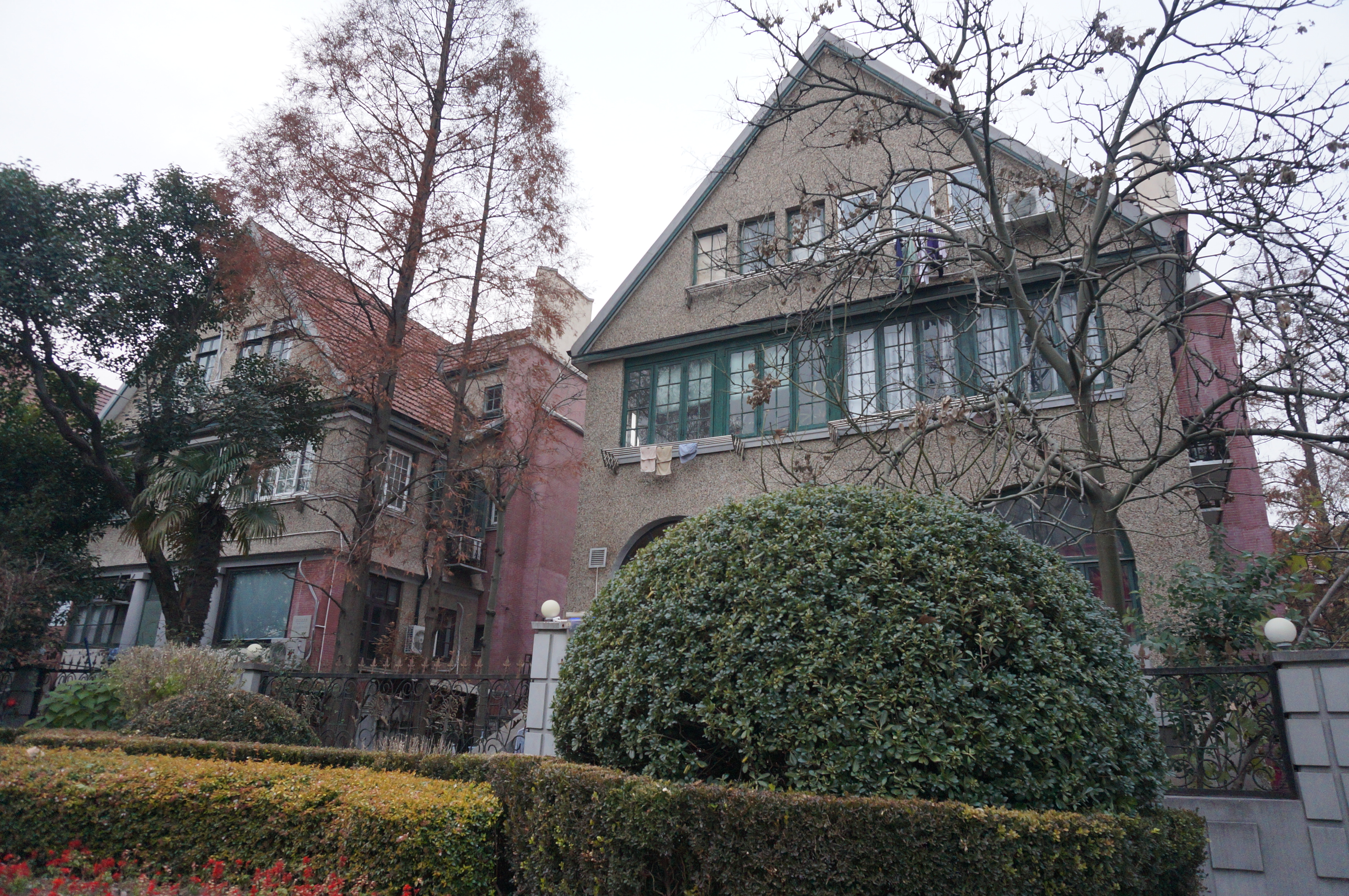
淮海中路1276-1292号住宅
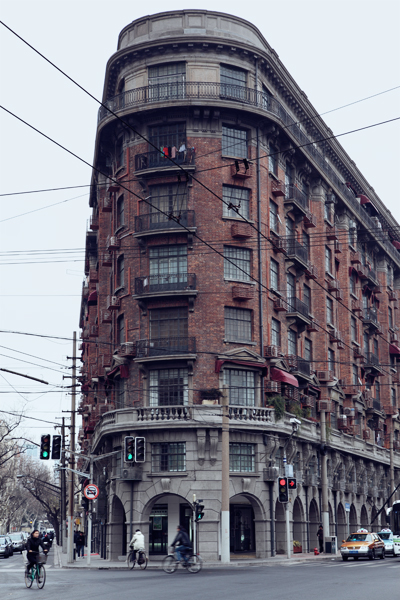
诺曼底公寓

## 商业广场
- 巴黎春天
- 二百永新
- 百盛商场
- 太平洋百货
- 大上海时代广场（连卡佛）
- 美美百货
- 上海香港广场
- 上海中环广场
- 上海金钟广场
- 瑞安广场
- 明天广场
- 上海力宝广场
- 上海新华联商厦
- 锦江国际购物中心
- 嘉丽都商厦

## 主要酒店
- 上海花园饭店
- 上海雅诗阁淮海路服务公寓
- 上海思南公馆酒店
- 上海首席公馆酒店
- 四季酒店
- 上海御锦轩凯宾斯基酒店
- 上海瑞金洲际酒店（瑞金宾馆）
- 上海明天广场JW万豪酒店
- 上海璞邸精品酒店

## 轨道交通
上海轨道交通1号线、10号线的途径淮海中路。
- 黄陂南路口：114一大会址·黄陂南路站
- 瑞金一路口：13淮海中路站
- 陕西南路口： 112陕西南路站
- 常熟路口：17常熟路站
- 高安路口：10上海图书馆站
- 华山路口：1011交通大学站

## 街景

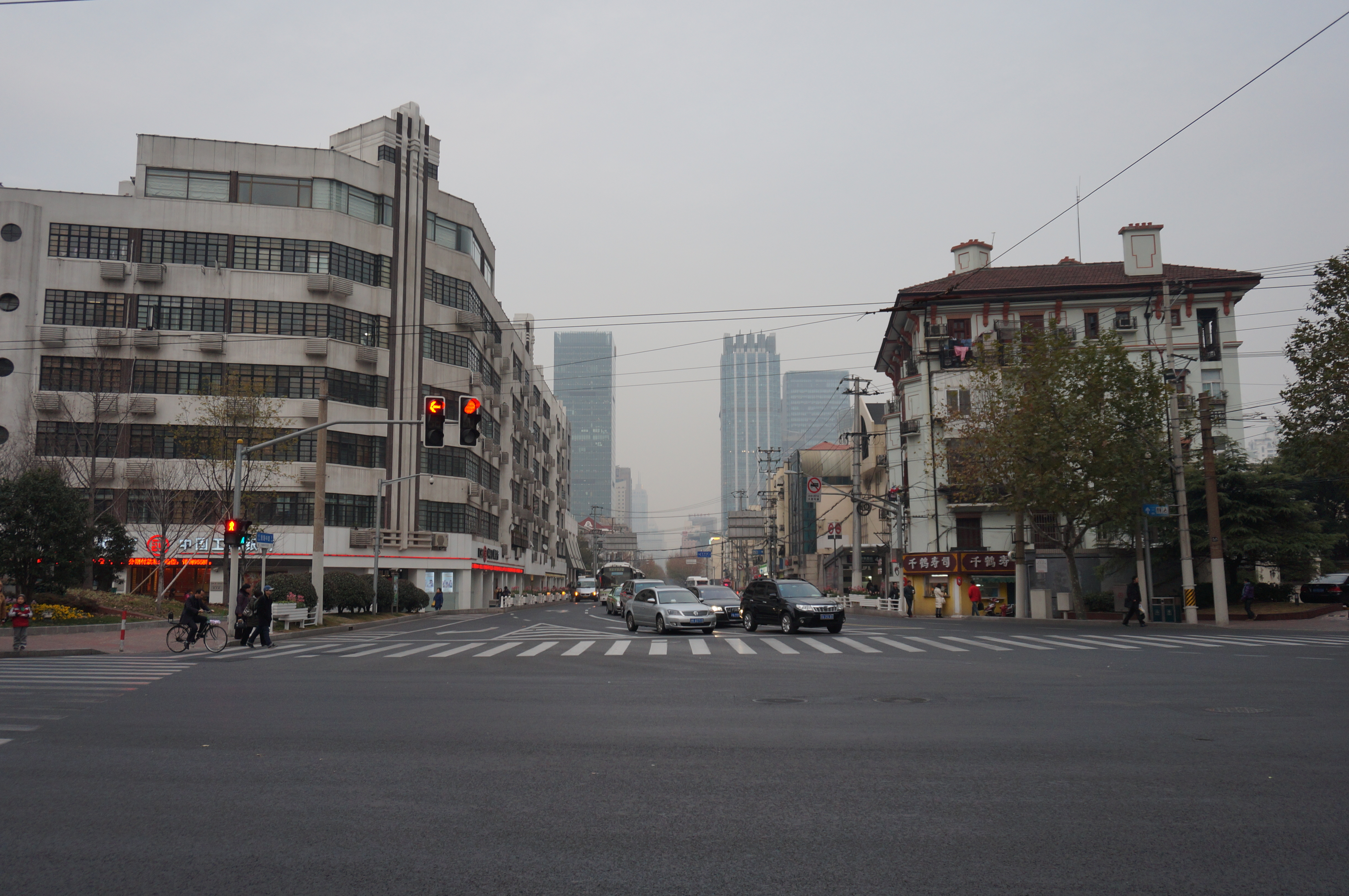
淮海中路常熟路口
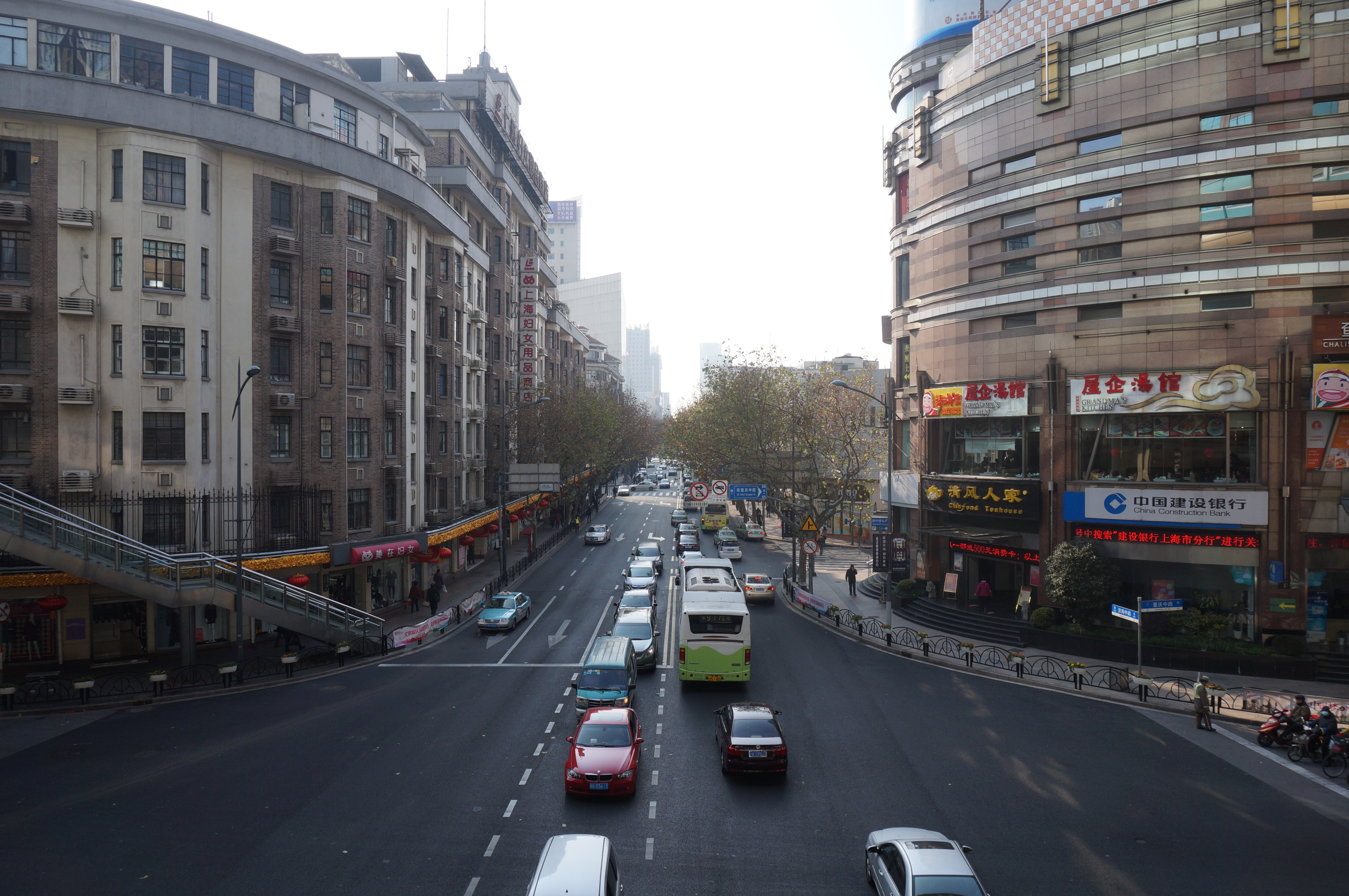
淮海中路重庆南路以西段